# Iglesia de la Transfiguración del Señor (Asjabad)
La Iglesia de la Transfiguración del Señor es el nombre que recibe un edificio religioso de la Iglesia Católica que se encontraba en Asjabad en lo que hoy es el capital del país centro asiático de Turkmenistán. 
La Iglesia en Ashabad se construyó a partir de ladrillo natural, y quemado en un estilo neogótico. En el enorme altar estaba un icono de la Transfiguración del Señor. A los lados del altar había iconos de Santa María, donados por la Parroquia de San Stanislav de San Petersburgo , y un icono de San Expedito , ordenada por el curador en Tashkent.
Al final de los años veinte la Iglesia en Asjabad fue cerrada. El edificio cayó en ruinas y se mantuvo en pie hasta 1932, cuando las autoridades locales ordenaron que fuese destruida por ser ajena a la ideología soviética. En su lugar después del terremoto se construyeron casas prefabricadas de madera. Estas casas se han mantenido hasta la actualidad.